# Feuer & Flamme
Feuer & Flamme es el título del cuarto álbum de estudio del grupo alemán de folk rock, dArtagnan. Lanzado en marzo de 2021 bajo el sello discográfico NITRON concepts, una división de Sony Music.

## Lista de canciones
| N.º   | Título | Escritor(es)                           | Duración |  |
| 1.    | «C'est La Vie»                                                                                                  | Ben Metzner, Tim Bernard               | 3:17     |  |
| 2.    | «Feuer & Flamme»                                                                                                | Ben Metzner, Felix Heldt               | 3:25     |  |
| 3.    | «Farewell» | Ben Metzner                            | 2:50     |  |
| 4.    | «Feste Feiern»                                                                                                  | Ben Metzner                            | 3:36     |  |
| 5.    | «Scharlatan» | Ben Metzner, Felix Heldt, Robin Felder | 3:00     |  |
| 6.    | «Glücksritter»                                                                                                  |                                        | 3:12     |  |
| 7.    | «Solang Dein Blut»                                                                                              | Ben Metzner                            | 3:54     |  |
| 8.    | «Ja, Ich Will»                                                                                                  | Ben Metzner, Felix Heldt               | 3:18     |  |
| 9.    | «Drei Brüder»                                                                                                   | Ben Metzner, Gustavo Strauss           | 3:35     |  |
| 10.   | «Auf Uns're Frauen»                                                                                             | Ben Metzner                            | 3:01     |  |
| 11.   | «Mein Leben Lang»                                                                                               | Ben Metzner, Tim Bernard               | 3:10     |  |
| 12.   | «Völkerschlacht»                                                                                                | Ben Metzner                            | 3:23     |  |
| 13.   | «An der Tafelrunde (mit Schandmaul)»                                                                            | Ben Metzner, Schandmaul                | 3:25     |  |
| 14.   | «Песня Мушкетеров (Das Lied der Musketiere)» (Cover de la película “D'Artagnan y los tres mosqueteros” de 1979) | Yury Ryashentsev, Maksim Dunayevsky    | 2:45     |  |
| 45:51 | |                                        |          |  |

## Disco doble
La banda también lanzó un disco doble de Feuer & Flamme, en el que usan el segundo disco para poner las canciones que fueron escritas en colaboración con otras bandas y covers de otros artistas, como el tema Heroes de David Bowie, del cual añadieron una versión en alemán y otra en inglés.
| CD 1  |                     |                                        |          |  |
| N.º   | Título              | Escritor(es)                           | Duración |  |
| 1.    | «C'est La Vie»      | Ben Metzner, Tim Bernard               | 3:17     |  |
| 2.    | «Feuer & Flamme»    | Ben Metzner, Felix Heldt               | 3:25     |  |
| 3.    | «Farewell»          | Ben Metzner                            | 2:50     |  |
| 4.    | «Feste Feiern»      | Ben Metzner                            | 3:36     |  |
| 5.    | «Scharlatan»        | Ben Metzner, Felix Heldt, Robin Felder | 3:00     |  |
| 6.    | «Glücksritter»      |                                        | 3:12     |  |
| 7.    | «Solang Dein Blut»  | Ben Metzner                            | 3:54     |  |
| 8.    | «Ja, Ich Will»      | Ben Metzner, Felix Heldt               | 3:18     |  |
| 9.    | «Drei Brüder»       | Ben Metzner, Gustavo Strauss           | 3:35     |  |
| 10.   | «Auf Uns're Frauen» | Ben Metzner                            | 3:01     |  |
| 11.   | «Mein Leben Lang»   | Ben Metzner, Tim Bernard               | 3:10     |  |
| 12.   | «Völkerschlacht»    | Ben Metzner                            | 3:23     |  |
| 39:41 |                     |                                        |          |  |

| CD 2  | |                                                              |          |  |
| N.º   | Título | Escritor(es)                                                 | Duración |  |
| 1.    | «Helden» (Cover en alemán del tema “Heroes” de David Bowie) | Brian Eno, David Bowie                                       | 3:41     |  |
| 2.    | «An der Tafelrunde (mit Schandmaul)» (Canción escrita en conjunto con la banda Schandmaul) | Ben Metzner, Schandmaul                                      | 3:25     |  |
| 3.    | «Песня Мушкетеров (Das Lied der Musketiere)» (Cover de la película “D'Artagnan y los tres mosqueteros” de 1979)                                                                                              | Yury Ryashentsev, Maksim Dunayevsky                          | 2:45     |  |
| 4.    | «Griechischer Wein» (Cover de Udo Jürgens) | Michael Kunze, Udo Jürgens                                   | 3:28     |  |
| 5.    | «Wenn Helden Tanzen» (Instrumental) | Ben Metzner                                                  | 4:03     |  |
| 6.    | «Kaufmann & Maid (mit Sasha, Saltatio Mortis, Subway to Sally, Feuerschwanz, Tanzwut, Patty Gurdy)» (Cover del programa de televisión “Late Night Berlin” de Klaas Heufer-Umlauf en colaboración con Sasha.) | Ben Metzner, Maximiliam Williams, Rudi Maier, Simon Frontzek | 4:00     |  |
| 7.    | «Ode An Die Freude» (Cover de “Oda a la Alegría” de Beethoven, basada en el poema de Schiller) | Ludwig van Beethoven                                         | 1:22     |  |
| 8.    | «Heroes» (Cover de David Bowie) | Brian Eno, David Bowie                                       | 3:41     |  |
| 26:25 | |                                                              |          |  |

## Créditos

### Alineación principal
- Ben Metzner - Voz principal, Gaita, Uilleann pipes, Flauta irlandesa, Mandolina, Laúd, Guitarra acústica, Piano
- Tim Bernard - Guitarra acústica, Mandola, Buzuki irlandés y Coros
- Haiko Heinz - Guitarra eléctrica y Coros
- Sebastian Baumann - Bajo
- Gustavo Strauss - Violín y Coros
- Matthias Böhm - Batería

### Músicos invitados
- Patty Gurdy - Voz y Zanfona en los temas “Farewell” y “Kaufmann & Maid”.
- El grupo Schandmaul en el tema “An der Tafelrunde” y “Kaufmann & Maid”.
- Sascha Schmitz - Voz en el tema “Kaufmann & Maid”.
- Alea der Bescheidene - Voz en el tema “Kaufmann & Maid”.
- Hans Platz - Guitarra en el tema “Kaufmann & Maid”.
- Mike Paulenz - Gaita y coros en el tema “Kaufmann & Maid”.

### Producción
- Producido por Felix Heldt y Ben Metzner.
- Grabado y mezclado por Felix Heldt. Grabación de batería por Felix Heldt y Felix Herzog.
- Masterizado por Christoph Beyerlein.

### Diseño
- Nikolaj Georgiew - Fotografía
- Svenja Metzner - Fotografía, Diseño de vestuario
- Holger Fichtner - Diseño gráfico